# (8062) Охоцимский
(8062) Охоцимский (лат. Okhotsymskij) — типичный астероид главного пояса, открыт 13 марта 1977 года советским астрономом Николаем Черных в Крымской астрофизической обсерватории и 9 мая 2001 года назван в честь механика и математика Дмитрия Охоцимского.

## Обнаружение и именование
(8062) Охоцимский
Открыт 13 марта 1977 года в Крымской астрофизической обсерватории Н. С. Черных.
Дмитрий Евгеньевич Охоцимский (р. 1921) — специалист в области теоретической и прикладной механики. Работал над теорией управления космическими ракетами и космическими аппаратами в Институте прикладной математики Российской академии наук, внеся тем самым ценный вклад в советскую космическую программу.
Оригинальный текст (англ.)8062 Okhotsymskij
Discovered 1977 Mar. 13 by N. S. Chernykh at the Crimean Astrophysical Observatory.
Dmitrij Evgenievich Okhotsymskij (b. 1921), a specialist in theoretical and applied mechanics, worked on the theory of control of space rockets and space vehicles at the Russian Academy of Sciencesʹ Institute of Applied Mathematics, thereby making a valuable contribution to the Soviet space program.
Источники: 20010509/MPCPages.arc; M.P.C. 42669.

## Орбита

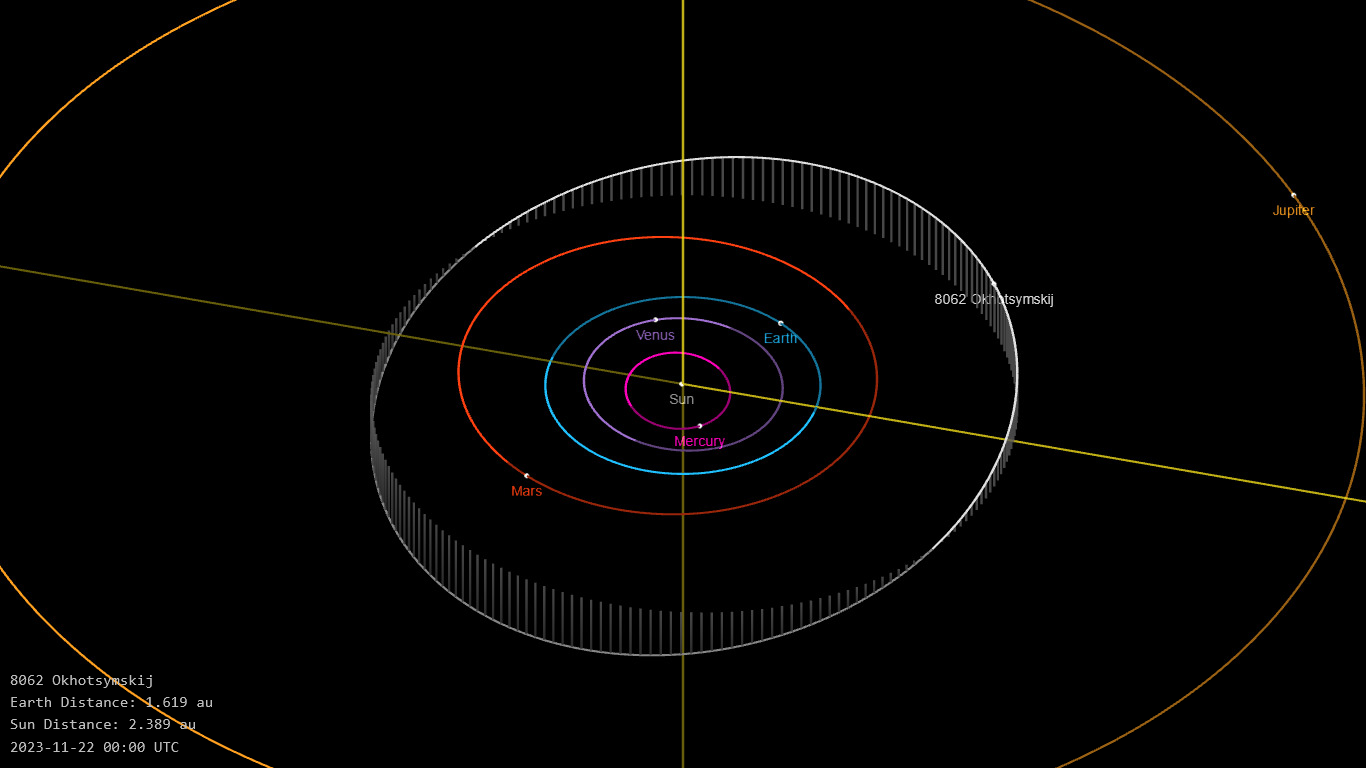
Орбита астероида Охоцимский и его положение в Солнечной системе

## Физические характеристики
Астероид относится к таксономическому классу S.
По результатам наблюдений в инфракрасном диапазоне орбитальной обсерватории IRAS и спутника Akari и наблюдений в видимом и ближнем инфракрасном диапазоне космического телескопа NEOWISE диаметр астероида сначала оценивался равным 14,99±2,1 км, позже — 14,333±0,062 км, 16,66±0,52 км, 13,86±3,38 км, 12,97±3,30 км, 14,110±4,383 км, 14,405±0,066 км, 12,66±4,18 км, 14,36±4,81 км и 13,53±3,69 км, 13,26±4,30 км и 12,78±3,36 км. Согласно тем же источникам альбедо оценивается как 0,0718±0,026, 0,0533±0,0036, 0,058±0,004, 0,06±0,02, 0,06±0,06, 0,0583±0,0419, 0,076±0,013, 0,058±0,045, 0,046±0,036 и 0,060±0,037, 0,043±0,032 и 0,050±0,033.